# Tyler George
Pour les articles homonymes, voir George.
Tyler George, né le 6 octobre 1982 à Duluth (Minnesota), est un curleur américain.

## Carrière
Il remporte la finale du tournoi masculin de curling des Jeux olympiques d'hiver de 2018.
Il est également médaillé de bronze au Championnat du monde de curling masculin 2016 et au Mondial junior de 2001.